# Dependencijski pakao
Dependencijski pakao (eng. dependency hell)
je kolokvijalni izraz za frustraciju koja se javlja kod softverskih korisnika koji su instalirali softverske pakete koje imaju dependenciju o pojedinim inačicama inih softverskih paketa.
Ovo se ponajviše odnosi na stare Linuxove sustave za upravljanje paketima. Današnji su većinom riješili taj problem automatski skidajući dependencije.

### Platform-specific
Za pojedine računalne platforme svaki pakao ima svoje ime.
- DLL pakao - pojavljuje se kod Microsoftovih Windowsa
- ekstenzijski konflikt - javlja se kod starijih inačica Mac OSa
- JAR pakao - oblik koji se pojavljuje kod Javina virtualna stroja
- RPM pakao - oblik koji se pojavljuje kod Red Hatove distribucije Linuxa te inih distribucija koje rabe RPM kao upravljatelj paketa[3]

## Vanjske poveznice
- Dependency walker
- MacDependency  Arhivirana inačica izvorne stranice od 2. siječnja 2013. (Wayback Machine)
- Implicit dependency